# Kostel svatých Andělů strážných (Nivnice)
Kostel Svatých Andělů strážných je římskokatolický chrám v obci Nivnice, okres Uherské Hradiště. Barokní chrám z let 1741–1752 slouží jako farní kostel farnosti Nivnice a je od roku 1968 chráněn jako kulturní památka České republiky.

## Historie
Farní kostel byl vybudován nákladem zdejšího faráře Václava Antonína Czernocha, který po celý život shromažďoval potřebnou částku. Tak v letech 1741–1752 vyrostla pozdně barokní stavba, jež byla 5. listopadu 1752 požehnána místním farářem Josefem Schpluchovským (mecenáš se svěcení kostela nedožil) a dne 5. listopadu 1993 slavnostně konsekrována metropolitou moravským, olomouckým arcibiskupem Mons. Janem Graubnerem.

## Popis
Presbytář kostela je 14,3 m dlouhý, 9,63 m široký a 8,11 m vysoký. Chrámová loď má délku 18,27 m, šířku 11,48 m a výšku 10,5 m. Předsíň kostela je 4 m dlouhá. Celková délka kostela je 36,5 m, výška věže je ke krovnímu okraji 21 m, helma věže měří 19,15 m a kříž s bání 1,65 m, celková výška věže je 42 metrů.
Ve věži kostela se nachází nejstarší památka z roku 1774, zvon umíráček, zdobený reliéfy sv. Rodiny a sv. Barbory, vyrobil jej Valerius Obletter z Olomouce. Sestavu doplňují zvony: Neposkvrněné početí Panny Marie, Božské Srdce Páně, Svatý Cyril a Metoděj a Svatý Anděl strážný, pořízené v roce 1947 a vyrobené v dílně Rudolfa Manouška v České u Brna.
V interiéru tvoří hlavní dominantu oltář s dřevěným sousoším Svatého Anděla strážného, který chrání malého chlapce a děvčátko v nivnickém kroji před pádem do propasti. Bylo zhotoveno v sochařství Břetislava Kafky z Červeného Kostelce a pracoval na něm i nivnický rodák Karel Bartek.
Z této dílny pochází také pozlacený svatostánek s křížem a anděly. Jeho součástí byla také soška Panny Marie – přímluvkyně nivnických farníků, jež se stala vzorem sochy Panny Marie postavené vlevo od kostela před farní zahradou v roce 1999 jako připomenutí Milenia roku 2000. Socha z hořického pískovce je dílem sochaře Miroslava Minkse z Velké nad Veličkou.
Na profilované římse oltáře je umístěna plastika sv. Michaela Archanděla s plamenným mečem a andílkem držícím váhy spravedlnosti. Vše je dílem Josefa Winterhaldera. Na stupni uprostřed presbytáře je obětní stůl s velkým křížem a vedle stojí ambon.
Na levé straně presbytáře jsou dveře do sakristie a na oratoř. Vedle dveří stojí kazatelna z umělého mramoru z roku 1790. Je zdobena plastikou Krista uzdravujícího nemocného, která je rovněž dílem zmíněného Karla Bartka. Baldachýn nad kazatelnou nese sousoší Krista s třemi apoštoly – sv. Petrem, Janem a Pavlem. Vše je dílem Benedikta Telčíka. Napravo od sakristie je socha Božského Srdce Páně.
Na protější straně je na zdi postavena socha Panny Marie a vedle ní vchod do Mariánské kaple. Její výzdobu tvoří dřevěný oltář se sochou Panny Marie Lurdské, po bocích se sochami cherubů a svatých Cyrila a Metoděje. Oltář, pod kterým je umístěn Boží hrob, vytvořil Jindřich Petr z Frenštátu pod Radhoštěm. Součástí kaple je také socha sv. Judy Tadeáše od Josefa Kapinuse.
Vedle kaple jsou na zdi umístěny sochy svatého Františka a Dominika.
V lodi kostela se nacházejí dva boční oltáře z umělého mramoru, které zhotovil sochař Benedikt Telčík. Na evangelijní straně byl v roce 1793 zřízen oltář zasvěcený sv. Anně. Oltář krášlí sousoší sv. Anny vyučující svoji dceru Marii v přítomnosti sv. Jáchyma Božím zákonům. Po bocích jsou plastiky – vlevo Anna matka Samuelova, vpravo Anna matka Tobiášova, nahoře prorokyně Anna s dívenkou Marií.
Druhý boční oltář sv. Josefa na protější straně byl pořízen v roce 1792. Ústřední postavou je sv. Josef umírající v náruči Ježíše za účasti Panny Marie. Postavy kolem znázorňují tři Božské ctnosti – Víru žena s křížem a kalichem, Naději žena s kotvou a Lásku žena držící srdce. U tohoto oltáře je umístěna křtitelnice z vlašského mramoru. Byla zakoupena díky Křesťanské akademii v roce 1891 a zhotovil ji Ing. Ciani z Prahy.
Na stěnách jsou rozmístěny obrazy Křížové cesty od Františka Šenara. V zadní části lodi jsou umístěny dvě třídílné uzavřené zpovědnice vyrobené místním stolařem Františkem Kadlčkem v roce 1994.
Z předsíně kostela vedou schody na kůr, kde se nachází dvoumanuálové varhany firmy Rieger-Kloss (op. 3259) z roku 1959 obsahující 26 rejstříků a 2222 píšťal. Z kůru vedou další schody ke zvonům a věžním hodinám.
Nástěnnou výzdobu tvoří obrazy čtyř evangelistů na stropě nad presbytářem, průčelí zdobí freska Večeře Páně z roku 1947. V roce 1963 byl strop lodi kostela doplněn obrazem sv. Václava se sv. Ludmilou, který nahradil Schenarův obraz Příchod sv. Cyrila a Metoděje na Moravu, a na protější straně obrazem Věrozvěstů sv. Cyrila a Metoděje v pozadí s nivnickou návsí a kostelem. Tyto obrazy namaloval Josef Daněk z Letovic.
Venku před kostelem stojí na pravé straně železný kříž s korpusem z roku 1875 a na levé straně je křížkem z bílých kostek vyznačeno místo, kde stával dřevěný misijní kříž z roku 1930, který byl po opravě kostela v roce 1988 odstraněn. V ohrádce je sousoší Kříže se jmény padlých farníků za 1. světové války.